# Feynman-Kac-formalisme
Het Feynman-Kac-formalisme is een wiskundige formule die een bijzonder verband legt tussen een partiële differentiaalvergelijking en een stochastisch proces. Het is genoemd naar de theoretisch natuurkundige Richard Feynman en de wiskundige Mark Kac. 

## Ingrediënten
De formule vergelijkt enerzijds de werking van een Schrödinger-halfgroep op een gegeven meetbare functie f, met anderzijds een verwachtingswaarde ten opzichte van een stochastisch proces, meer bepaald de brownse beweging.
De hierna volgende formulering heeft betrekking op een eendimensionale beweging in een conservatief krachtveld met potentiële energiefunctie V die wordt opgevat als vermenigvuldigings-operator.
Zij f een kwadratisch integreerbare, complexwaardige functie op de reële getallen:
{\displaystyle f\in L^{2}(\mathbb {R} ,\mathbb {C} )}
Zij H de Hamiltoniaan (Schrödinger-operator) die de totale energie van het kwantummechanisch systeem voorstelt. Hij is dus de som van de kinetische energie, voorgesteld door min een halve keer de Laplace-operator, en de gegeven functie V, opgevat als vermenigvuldigings-operator
{\displaystyle H=-{1 \over 2}\Delta +V}
Noteer exp(-tH) voor de halfgroep van operatoren met infinitesimale generator H:
{\displaystyle {d \over dt}\left(\exp(-tH)f\right)|_{t=0}=-Hf}
Zij Xt de eendimensionale brownse beweging. Noteer E0[...] voor een verwachtingswaarde ten opzichte van dit proces. Noteer Ex[...] voor een verwachtingswaarde ten opzichte van de brownse beweging, verschoven over een lengte x.

## Formulering
{\displaystyle \left(\exp(-tH)f\right)(x)=E^{x}\left[\exp \left(-\int _{s=0}^{t}V(X_{s})ds\right)f(X_{t})\right]}
In het linkerlid werkt de operator exp(-tH) op de functie f. Het resultaat daarvan is een nieuwe functie, gegarandeerd continu voor t > 0. Het linkerlid is de waarde van die continue functie in het punt x.
In het rechterlid evolueert de brownse beweging gedurende tijd t vanaf het startpunt x. Voor elke mogelijke evolutie wordt de integraal van de potentiële energie uitgerekend. De negatieve exponentieel van die integraal wordt gewogen met de functiewaarde van f in het eindpunt van de brownse beweging op tijdstip t. Het rechterlid is het gewogen gemiddelde.

## Voorbeeld
Zelfs als V constant 0 is, levert dit een interessant resultaat. In het rechterlid staat dan het gemiddelde van f(X) waarbij X een normale verdeling heeft met gemiddelde x en variantie t. Dit is een convolutie van f met een klokfunctie van Gauss. We krijgen dus een expliciete uitdrukking voor de halfgroep die wordt voortgebracht door de Laplace-operator.

## Uitbreidingen
Om de integralen absoluut sommeerbaar te maken, wordt meestal verondersteld dat V lokaal integreerbaar en langs onder begrensd is. Er bestaan echter sterkere resultaten die onder meer de (negatieve) Coulomb-potentiaal van het waterstofatoom toelaten.
De formule kan zonder meer worden uitgebreid tot hogere dimensies. Ze blijft ook gelden op ruimere klassen van toestandsruimten, bijvoorbeeld gekromde Riemann-variëteiten, onder voorwaarde van een correcte definitie van de Hamiltoniaan en de brownse beweging.
Ze kan ook worden uitgebreid tot systemen waarin een magnetische vectorpotentiaal A optreedt. Naar die uitbreiding wordt soms verwezen met de naam Feynman-Kac-Ito-formalisme, omdat binnen de haken van de verwachtingswaarde een stochastische integraal (Ito-integraal) optreedt.

## Alternatieve formulering
In de stochastische analyse kan het Feynman-Kac-Ito-formalisme elegant worden geformuleerd in termen van stochastische differentiaalvergelijkingen.